# James Tague
James "Jim" Thomas Tague (Plainfield, Indiana, 17 de octubre de 1936 − Bonham, Texas, 28 de febrero de 2014) fue un testigo del asesinato de John F. Kennedy en Dallas (Texas), el 22 de noviembre de 1963, y sufrió heridas leves en la mejilla derecha durante el magnicidio, originadas por pequeños pedazos de escombros de concreto desde la acera de una calle que fue alcanzada por fragmentos de una bala disparada a Kennedy. Tague era por entonces un veterano de la Fuerza Aérea de los Estados Unidos. Además de Kennedy y del Gobernador de Texas, John B. Connally, fue testigo ocular del asesinato del Presidente John F. Kennedy, en la Plaza Dealey ese día.

## Vida
Había nacido en una granja cerca de Plainfield, Indiana. Dejó la Purdue University para unirse a la Fuerza Aérea de los Estados Unidos. Se graduó en la Escuela Aeroespacial de Medicina de la Fuerza Aérea de los Estados Unidos y posteriormente vendedor de automóviles en Dallas, Texas.

## 22 de noviembre de 1963
El 22 de noviembre de 1963, Tague se dirigía en su coche al centro de Dallas, donde había quedado con un amigo para almorzar. Quedó bloqueado en el carril izquierdo de Commerce Street que llevaba a la Plaza Dealey, donde habían cortado el tráfico para facilitar el paso de la comitiva presidencial. Tras detener su vehículo, se apeó y se detuvo durante algunos segundos en la esquina sur de Main Street, a unos 158 m del Depósito Escolar de libros de Texas, y a pocos metros del límite este del paso elevado del ferrocarril. Estaba mirando la llegada de la comitiva del Presidente John F. Kennedy y de su séquito, cuando oyó el primer disparo.
Como la mayoría de los testigos, Tague declaró que en aquel momento el disparo le había parecido un petardo. Tague añadió que el primer disparo se escuchó después de que la limusina presidencial hubiese completado la curva lenta de 120 grados que unía Houston y Elm Street, cuando ya avanzaba en línea recta en su dirección. Justo después de los disparos, un detective de la policía de Dallas se acercó a Tague y le hizo notar salpicaduras de sangre en su mejilla derecha que a él le habían pasado inadvertidas hasta el momento (Tague tenía otra herida en la mejilla izquierda, pero ésta la tenía desde hacía días). Este detective le preguntó por su posición en el momento de los disparos y juntos exploraron el área hasta descubrir -en la esquina superior de la curva de Main Street- las huellas de un impacto de bala reciente, que según ambos entendieron había arrancado una esquirla de cemento del pavimento. Esta esquirla habría sido la causa de la herida. La marca estaba a unos 7.2 metros del borde este del paso elevado, y a unos 6 metros del lugar donde Tague estaba durante el atentado. El detective le confirmó que la bala debía haber sido disparada desde alguna de las edificaciones situadas en el cruce de Houston y Elm Street antes de impactar allí.
Sobre las 14:30, tras presentar su declaración a la autoridad local, Tague conducía por Elm Street, en dirección contraria a la que había traído al presidente, cuando otro policía de Dallas le pidió parar. Tague supo entonces del hallazgo de un fragmento del cráneo de Kennedy.

## Declaraciones
Seis meses después del atentado, cuando la esquina con la marca del proyectil ya era conocida en todo el país, Tague fue llamado a declarar ante la Comisión Warren.
Poco después de haber sido examinadas por el FBI mediante análisis espectrográfico, los portaobjetos que contenían las pruebas materiales del impacto de bala sobre el suelo desaparecieron del archivo probatorio de la investigación. El FBI aclaró -sólo después de que el escritor, científico e investigador del Congreso Harold Weisberg diese por sobreseído un juicio por el acta de libertad de información- que las pruebas habían sido destruidas por el propio FBI para ahorrar espacio en sus oficinas.
James Tague no fue llamado a declarar por el HSCA.
Un estudio realizado por una empresa de ingeniería para el Reader's Digest en 1983 señaló que la marca sobre el hormigón había sido cubierta con un material extraño. En una fotografía de la marca, tomada por un agente del FBI antes de que fuese extraída y trasladada a los Archivos Nacionales estadounidenses, se observa que la marca ya había sido rellenada artificialmente antes de retirarla. Tague incluyó algunas imágenes de la marca "original", tomadas inmediatamente después del atentado, para ilustrar su libro Truth Withheld. En 1997 Tague visitó personalmente el Archivo Nacional y, acompañado por un funcionario de la institución, examinó la marca sobre la curva allí conservada. Ambos estuvieron de acuerdo en que la huella había sido rellenada con algún material extraño, aunque no pudieron localizar ningún registro sobre la persona o institución que efectuó dicho relleno, y ni siquiera logró esclarecerse la localización de la pista en la cadena de evidencias conocida. Harold Weisberg había tenido idéntica experiencia cuando trató de estudiar los restos de la marca a finales de los 60.
En 2003, Tague escribió Truth Withheld (Verdad oculta) (ISBN 0-9718254-7-5), en el que narra sus experiencias durante y después del asesinato del Presidente Kennedy.

### Fallecimiento
Su hija Suanna Holloway, informó del fallecimiento de su padre, que ocurrió en su hogar, a 70 millas al norte de Dallas, el viernes 28 de febrero de 2014, después de una breve y rápida enfermedad. Tenía 77 años. Su hija comentó: todo esto fue muy rápido. Fue un fantástico padre. Le sobreviven otra hija, 2 hijos y 7 nietos. Los servicios fúnebres fueron las 2 de la tarde del martes en Denison, Texas.